# Balša I
Balša (en serbio: Балша; fl. 1362) fue un señor provincial serbio de la región de Zeta hacia 1362. Fue el fundador de la noble familia Balšić.

## Biografía
Hay varias teorías sobre el origen de Balša.
Fue un noble y jefe militar durante el reinado del emperador Esteban Dušan de Serbia, pero logró expandir su poder después de la muerte de este (20 de diciembre de 1355) y obtuvo el control de la isla de Mljet. Comenzó por arrebatar tierras al noble Žarko en la Baja Zeta (al sur del lago Skadar, y luego se le reconoció como «señor provincial» en las cartas del emperador Esteban Uroš V. En 1362, sus hijos derrotaron y mataron al señor de la Alta Zeta, Đuraš Ilijić, y expandieron todavía más sus territorios hacia la Alta Zeta. Se cree que Balša ya había fallecido para entonces.
Tuvo tres hijos: Đurađ, Stracimir y Balša II, dos de los cuales gobernaron los territorios de su padre (Đurađ y Balša II).